# هفت‌دندان
هفت‌دندان (نام علمی: Heptodon) نام یک سرده از راسته تک‌سم‌سانان است.